# Johan Christopher von Toll
Johan Christopher von Toll ou en suédois Johan Kristoffer Toll, né le 1er février 1743 au manoir de Mölleröd près de Kristianstad en Scanie et mort le 21 mai 1817 au château de Bäckaskog, près de Kristianstad, est un comte suédois d'origine germano-balte qui fut maréchal de camp et homme politique.
Favori de Gustave IV de Suède, il fut gouverneur général de Scanie de 1801 à 1809.

## Biographie
Le comte Toll est le fils du lieutenant-colonel Reinhold Gustav von Toll, issu de la noblesse germano-balte, et de son épouse, née baronne Elsa Sophie Gyllenstierna. Il s'engage en 1758 dans la carrière militaire, participe à la campagne de Poméranie, pendant la guerre de Sept Ans, mais donne sa démission en 1764 sans avoir pu atteindre le grade d'officier. Il étudie ensuite le droit et préside un härde, mais il doit démissionner pour faute en 1766. Il est membre du parti des Chapeaux, alors au gouvernement, ce qui lui permet de devenir grand écuyer (Oberjägermeister) dans la province de Kristianstad. Le parti des Chapeaux obtient le pouvoir à l'assemblée et Toll démissionne encore. Il soutient le roi contre le parti des Chapeaux et favorise la « révolution monarchique » de Gustave III. Aussitôt après, il est naturalisé suédois et est inscrit dans les registres de la noblesse suédoise.
Il devient major en 1775, lieutenant-colonel en 1776 et colonel en 1780. Il reçoit l'ordre de l'Épée pour faits d'armes pendant la guerre russo-suédoise de 1788-1790. Il est nommé lieutenant-général après la mort du roi Gustave III et préside un temps le conseil de guerre, avant d'être envoyé comme ambassadeur en Pologne. Il y soutient Armfelt dans ses intrigues contre la Russie, ainsi que l'insurrection de Kościuszko. Gustave IV le nomme au cabinet des ministres et l'élève au titre de baron. Il est à Saint-Pétersbourg pour raisons diplomatiques entre 1800 et 1801 et reçoit l'ordre de Saint-Alexandre-Nevski. Quelques mois plus tard, il est nommé gouverneur général de Scanie.
Il commande une division en Poméranie suédoise contre l'invasion des armées napoléoniennes en 1806, mais en 1807, après que le royaume de Prusse et l'Empire russe signent la paix de Tilsitt avec l'Empire français, Il est envoyé sur l'île de Rügen commander un corps d'armée qui venait d'évacuer Stralsund devant le maréchal Brune. Il reçoit le titre de Feldmarschall après l'évacuation de l'île menée à bien devant les troupes françaises.
En 1810, c'est l'un des premiers à reconnaître le maréchal Bernadotte comme héritier du roi de Suède. Celui-ci le fait comte en 1814. Il était également décoré de l'ordre des Séraphins.
Il ne prend pas part à la Sixième Coalition, car il reçoit un commandement en Suède. Il meurt célibataire le 21 mai 1817.